# Conceição da Aparecida
Conceição da Aparecida es un municipio brasileño del estado de Minas Gerais. De acuerdo con el censo realizado por el IBGE en 2010, su población es de 9.814 habitantes.

## Iglesia Católica
El municipio pertenece a la Diócesis de Guaxupé.